# Сан-Антонио Старз
«Сан-Антонио Старз» (англ. San Antonio Stars) — это американская профессиональная женская баскетбольная команда, выступавшая в Западной конференции женской национальной баскетбольной ассоциации (ЖНБА). Клуб базировался в городе Сан-Антонио (штат Техас), свои домашние матчи проводил в «AT&T-центре». Команда была основана в 1997 году под названием «Юта Старз», однако в 2002 году была вынуждена переехать в Сан-Антонио, где сначала она называлась «Сан-Антонио Силвер Старз» (англ. San Antonio Silver Stars) и только в 2014 году была переименована в «Сан-Антонио Старз». Наибольших успехов «Старз» добились в сезоне 2008 года, когда клуб единственный раз в своей истории сумел выйти в финал турнира. В 2017 году команда была вынуждена переехать в город Лас-Вегас (штат Невада) и сменить не только название, но и франшизу на «Лас-Вегас Эйсес».
За время существования клуба в нём выступали такие известные баскетболистки, как Талли Бевилаква, Чамик Холдскло, Энн Воутерс, Вики Джонсон, Шеннон Джонсон, Сильвия Кроли, Эдвиж Лоусон, Никки Маккрей, Бекки Хэммон, Дженнифер Эйзи, Марго Дыдек, Рут Райли, Танджела Смит, Мишель Сноу, Мэри Фердинанд и София Янг.

## История команды
За свою историю команда «Сан-Антонио Старз» провела в ЖНБА пятнадцать сезонов, выступая под руководством шести главных тренеров. Кэнди Харви, Шелл Дейли и Ди Браун, под руководством которых клуб отыграл первые два чемпионата, особых лавров не снискали. Харви и Браун начинали с клубом сезоны 2003 и 2004 годов соответственно, но оба тренера свои компании явно провалили. В обоих случаях завершать сезоны приходилось Дейли, при которой команда хоть как-то держалась на плаву и подтягивалась по победам в процентном соотношении, хотя общей картины это не изменило.
После этого менеджмент «Сан-Антонио» пригласил на пост главного тренера бывшего тренера команд «Шарлотт Стинг» и «Кливленд Рокерс» Дэна Хьюза, который руководил «Старз» одиннадцать из оставшихся тринадцати сезонов в истории команды. Но и при нём «Звёзды» не сразу заиграли, а третий сезон стал ещё хуже двух предыдущих. Однако уже в сезоне 2006 года с приходом в команду Софии Янг и Вики Джонсон стали нащупываться первые нити игры, с приходом же Бекки Хэммон и Рут Райли клуб окончательно преобразился и превратился в постоянного участника плей-офф, сразу дойдя до финала конференции. Сезон 2008 года стал лучшим в истории франшизы, «Старз» завершили первенство с результатом 24-10, став лучшей командой регулярного чемпионата, затем обыграли команды «Сакраменто Монархс» и «Лос-Анджелес Спаркс», выиграв Западную конференцию и выйдя в финал турнира, где без шансов проиграли команде «Детройт Шок» со счётом 0-3 в серии с общей разницей очков -32. За следующие шесть сезонов клуб пять раз выходил в плей-офф турнира, исключением является сезон 2013 года, в котором лидер команды Бекки Хэммон получила травму уже в первом матче и пропустила весь чемпионат, но уже не проходили в нём дальше первого раунда.
После окончания сезона 2014 года Хэммон завершила игровую карьеру, после чего команда превратилась в главного аутсайдера лиги. В следующих двух сезонах клуб одержал всего 15 побед в 68 матчах, после чего своего поста лишился Дэн Хьюз. Сезон 2017 года в качестве главного тренера «Старз» провела ассистент Хьюза Вики Джонсон, но и она ничего не смогла сделать, команда опять заняла последнее место в чемпионате, выиграв лишь 8 игр из 34. К тому же из-за реконструкции «AT&T-центра» сезон 2015 года клубу пришлось провести во «Фримен Колизиуме», в результате чего интерес к команде поубавился и она имела худшую посещаемость лиги (4831 в среднем за матч). В конечном итоге всё это не могло не сказаться на судьбе клуба, руководство компании «Spurs Sports & Entertainment» в лице Питера Холта не стало терпеть убыточную франшизу и решило продать её. В октябре 2017 года, всего через несколько дней после окончания плей-офф, ЖНБА объявила о продаже франшизы «Старз» компании «MGM Resorts International», президентом которой тогда являлся Джеймс Мюррен. 17 октября было объявлено, что «Звёзды» переедут в Лас-Вегас (штат Невада), где они будут называться «Лас-Вегас Эйсес» и будут выступать в «Мандалай-Бей Эвентс-центре».

## Участия в финалах ЖНБА
Команда «Сан-Антонио Силвер Старз / Сан-Антонио Старз» принимала участие лишь в одной финальной серии ЖНБА, потерпев в ней поражение.
| Сезон | Соперник    | Результат | Счёт                | Место проведения            |
| ----- | ----------- | --------- | ------------------- | --------------------------- |
| 2008  | Детройт Шок | Поражение | 60:76 (0:3 в серии) | Конвокейшн-центр, Ипсиланти |

## Протокол сезонов ЖНБА
| Сезон                    | Конференция              | Место                    | Регулярный чемпионат     | Регулярный чемпионат     | Регулярный чемпионат     | Плей-офф | Тренер                                   | Ссылки                                   |
| Сезон                    | Конференция              | Место                    | Победы                   | Поражения                | Процент                  | Плей-офф | Тренер                                   | Ссылки                                   |
| Сан-Антонио Силвер Старз | Сан-Антонио Силвер Старз | Сан-Антонио Силвер Старз | Сан-Антонио Силвер Старз | Сан-Антонио Силвер Старз | Сан-Антонио Силвер Старз | Сан-Антонио Силвер Старз | Сан-Антонио Силвер Старз                 | Сан-Антонио Силвер Старз                 |
| ------------------------ | ------------------------ | ------------------------ | ------------------------ | ------------------------ | ------------------------ | --- | ---------------------------------------- | ---------------------------------------- |
| 2003                     | Западная                 | 6-е                      | 12                       | 22                       | 35,3                     | Не квалифицировалась в плей-офф | Кэнди Харви (6-16) Шелл Дейли (6-6)      | [ 6 ]                                    |
| 2004                     | Западная                 | 7-е                      | 9                        | 25                       | 26,5                     | Не квалифицировалась в плей-офф | Ди Браун (6-20) Шелл Дейли (3-5)         | [ 7 ]                                    |
| 2005                     | Западная                 | 7-е                      | 7                        | 27                       | 20,6                     | Не квалифицировалась в плей-офф | Дэн Хьюз                                 | [ 8 ]                                    |
| 2006                     | Западная                 | 6-е                      | 13                       | 21                       | 38,2                     | Не квалифицировалась в плей-офф | Дэн Хьюз                                 | [ 9 ]                                    |
| 2007                     | Западная                 | 2-е                      | 20                       | 14                       | 58,8                     | Выиграла в полуфинале конференции у «Монархс» со счётом 2:1 Проиграла в финале конференции «Меркури» со счётом 0:2                                        | Дэн Хьюз                                 | [ 10 ]                                   |
| 2008                     | Западная                 | 1-е                      | 24                       | 10                       | 70,6                     | Выиграла в полуфинале конференции у «Монархс» со счётом 2:1 Выиграла в финале конференции у «Спаркс» со счётом 2:1 Проиграла в финале «Шок» со счётом 0:3 | Дэн Хьюз                                 | [ 11 ]                                   |
| 2009                     | Западная                 | 4-е                      | 15                       | 19                       | 44,1                     | Проиграла в полуфинале конференции «Меркури» со счётом 1:2                                                                                                | Дэн Хьюз                                 | [ 12 ]                                   |
| 2010                     | Западная                 | 3-е                      | 14                       | 20                       | 41,2                     | Проиграла в полуфинале конференции «Меркури» со счётом 0:2                                                                                                | Сэнди Бронделло                          | [ 13 ]                                   |
| 2011                     | Западная                 | 4-е                      | 18                       | 16                       | 52,9                     | Проиграла в полуфинале конференции «Линкс» со счётом 1:2                                                                                                  | Дэн Хьюз                                 | [ 14 ]                                   |
| 2012                     | Западная                 | 3-е                      | 21                       | 13                       | 61,8                     | Проиграла в полуфинале конференции «Спаркс» со счётом 0:2                                                                                                 | Дэн Хьюз                                 | [ 15 ]                                   |
| 2013                     | Западная                 | 5-е                      | 12                       | 22                       | 35,3                     | Не квалифицировалась в плей-офф | Дэн Хьюз                                 | [ 16 ]                                   |
| Сан-Антонио Старз        |                          |                          |                          |                          |                          | |                                          |                                          |
| 2014                     | Западная                 | 3-е                      | 16                       | 18                       | 47,1                     | Проиграла в полуфинале конференции «Линкс» со счётом 0:2                                                                                                  | Дэн Хьюз                                 | [ 17 ]                                   |
| 2015                     | Западная                 | 6-е                      | 8                        | 26                       | 23,5                     | Не квалифицировалась в плей-офф | Дэн Хьюз                                 | [ 18 ]                                   |
| 2016                     | Западная                 | 6-е                      | 7                        | 27                       | 20,6                     | Не квалифицировалась в плей-офф | Дэн Хьюз                                 | [ 19 ]                                   |
| 2017                     | Западная                 | 6-е                      | 8                        | 26                       | 23,5                     | Не квалифицировалась в плей-офф | Вики Джонсон                             | [ 20 ]                                   |
| Регулярки                | Регулярки                | Регулярки                | 204                      | 306                      | 40,0                     | 1 титул победителя Западной конференции | 1 титул победителя Западной конференции  | 1 титул победителя Западной конференции  |
| Плей-офф                 | Плей-офф                 | Плей-офф                 | 8                        | 18                       | 30,8                     | 0 титулов победителя турнира женской НБА | 0 титулов победителя турнира женской НБА | 0 титулов победителя турнира женской НБА |

## Статистика игроков
| Сезоны | Лучшие игроки команды по пяти главным статистическим показателям | Лучшие игроки команды по пяти главным статистическим показателям | Лучшие игроки команды по пяти главным статистическим показателям | Лучшие игроки команды по пяти главным статистическим показателям | Лучшие игроки команды по пяти главным статистическим показателям | Ссылки |
| Сезоны | PPG                                                              | RPG                                                              | APG                                                              | SPG                                                              | BPG                                                              | Ссылки |
| ------ | ---------------------------------------------------------------- | ---------------------------------------------------------------- | ---------------------------------------------------------------- | ---------------------------------------------------------------- | ---------------------------------------------------------------- | ------ |
| 2003   | Мэри Фердинанд (13,8)                                            | Марго Дыдек (7,4)                                                | Дженнифер Эйзи (3,3)                                             | Мэри Фердинанд (1,7)                                             | Марго Дыдек (2,9)[a]                                             | [ 6 ]  |
| 2004   | Латойя Томас (14,2)                                              | Эдриэнн Гудсон (6,9)                                             | Шеннон Джонсон (4,4)                                             | Мэри Фердинанд (1,9)                                             | Марго Дыдек (1,4)                                                | [ 7 ]  |
| 2005   | Мэри Фердинанд (12,5)                                            | Венди Палмер (5,7)                                               | Шеннон Джонсон (4,6)                                             | Мэри Фердинанд (1,5)                                             | Кэти Маттера (1,3)                                               | [ 8 ]  |
| 2006   | София Янг (12,0)                                                 | София Янг (7,6)                                                  | Шеннон Джонсон (3,7)                                             | Шеннон Джонсон (1,9)                                             | Кэти Маттера (0,8)                                               | [ 9 ]  |
| 2007   | Бекки Хэммон (18,8)                                              | Эрин Перпероглу (6,1)                                            | Бекки Хэммон (5,0)                                               | Эрин Перпероглу (1,9)                                            | Рут Райли (2,0)                                                  | [ 10 ] |
| 2008   | Бекки Хэммон (17,6)                                              | Энн Воутерс (7,5)                                                | Бекки Хэммон (4,9)                                               | София Янг (1,6)                                                  | Рут Райли (1,4)                                                  | [ 11 ] |
| 2009   | Бекки Хэммон (19,5)                                              | София Янг (6,5)                                                  | Бекки Хэммон (5,0)                                               | Бекки Хэммон (1,6)                                               | Рут Райли (1,5)                                                  | [ 12 ] |
| 2010   | София Янг (15,3)                                                 | Мишель Сноу (6,2)                                                | Бекки Хэммон (5,4)                                               | София Янг (1,6)                                                  | Мишель Сноу (0,7)                                                | [ 13 ] |
| 2011   | Бекки Хэммон (15,9)                                              | София Янг (6,4)                                                  | Бекки Хэммон (5,8)                                               | София Янг (2,0)                                                  | Рут Райли (0,9)                                                  | [ 14 ] |
| 2012   | София Янг (16,3)                                                 | София Янг (7,2)                                                  | Бекки Хэммон (5,3)                                               | София Янг (2,2)                                                  | Джейн Аппель (0,9)                                               | [ 15 ] |
| 2013   | Даниэлла Адамс (14,4)                                            | Джейн Аппель (8,9)                                               | Даниэлла Робинсон (6,7)                                          | Джиа Перкинс (2,4)                                               | Джейн Аппель (1,3)                                               | [ 16 ] |
| 2014   | Кайла Макбрайд (13,0)                                            | Джейн Аппель (7,9)                                               | Даниэлла Робинсон (5,3)                                          | Даниэлла Робинсон (1,7)                                          | Джейн Аппель (0,9)                                               | [ 17 ] |
| 2015   | Кайла Макбрайд (13,8)                                            | Джейн Аппель (6,2)                                               | Даниэлла Робинсон (5,0)                                          | Джиа Перкинс (1,5)                                               | Джейн Аппель (1,3)                                               | [ 18 ] |
| 2016   | Кайла Макбрайд (17,1)                                            | Джейн Аппель (5,4)                                               | Морайя Джефферсон (4,2)                                          | Морайя Джефферсон (1,6)                                          | Джейн Аппель (1,0)                                               | [ 19 ] |
| 2017   | Кайла Макбрайд (15,4)                                            | Изабель Харрисон (6,4)                                           | Морайя Джефферсон (4,4)                                          | Морайя Джефферсон (1,6)                                          | Изабель Харрисон (0,7)                                           | [ 20 ] |

- a  Жирным шрифтом выделен игрок, который выиграл в этом сезоне ту или иную номинацию.

## Состав в сезоне 2017
| \| Поз. \| № \| Гражд. \| Имя \| Дата рождения (возраст) \| Рост \| Вес \| Звание \| \| ---- \| -- \| ------ \| ----------------- \| ------------------------- \| ------ \| ----- \| ------ \| \| З \| 4 \| \| Морайя Джефферсон \| 8 марта 1994 (31 год) \| 168 см \| 55 кг \| \| \| Ф \| 5 \| \| Дирика Хэмби \| 6 ноября 1993 (31 год) \| 190 см \| 85 кг \| \| \| З/Ф \| 6 \| \| Алекс Монтгомери \| 12 ноября 1988 (36 лет) \| 185 см \| 83 кг \| \| \| З \| 7 \| \| Шей Мерфи \| 15 апреля 1985 (40 лет) \| 180 см \| 74 кг \| \| \| З \| 10 \| \| Келси Плам \| 24 августа 1994 (30 лет) \| 173 см \| 65 кг \| \| \| Ф \| 11 \| \| Сиерра Бердик \| 30 сентября 1993 (31 год) \| 188 см \| 78 кг \| \| \| Ф \| 12 \| \| Ниа Коффи \| 11 июня 1995 (30 лет) \| 185 см \| 82 кг \| \| \| Ф/Ц \| 14 \| \| Эрика де Соуза \| 9 марта 1982 (43 года) \| 196 см \| 86 кг \| \| \| З \| 17 \| \| Секвойя Холмс \| 13 июня 1986 (39 лет) \| 185 см \| 70 кг \| \| \| Ф \| 20 \| \| Изабель Харрисон \| 27 сентября 1993 (31 год) \| 190 см \| 83 кг \| \| \| З \| 21 \| \| Кайла Макбрайд \| 25 июня 1992 (33 года) \| 178 см \| 78 кг \| \| \| Ц \| 40 \| \| Кайла Александер \| 5 января 1991 (34 года) \| 193 см \| 88 кг \| \| \| З \| 51 \| \| Сидни Колсон \| 6 августа 1989 (35 лет) \| 173 см \| 63 кг \| \| | Главный тренер - Вики Джонсон Ассистенты тренера - Джои Уильямс - Латрисия Трэммелл Легенда - (К) — Капитан команды Последнее изменение: 5 октября 2017 года |               |                   |                           |        |       |        |
| Поз. | № | Гражд.        | Имя               | Дата рождения (возраст)   | Рост   | Вес   | Звание |
| З | 4 | Флаг США      | Морайя Джефферсон | 8 марта 1994 (31 год)     | 168 см | 55 кг |        |
| Ф | 5 | Флаг США      | Дирика Хэмби      | 6 ноября 1993 (31 год)    | 190 см | 85 кг |        |
| З/Ф | 6 | Флаг США      | Алекс Монтгомери  | 12 ноября 1988 (36 лет)   | 185 см | 83 кг |        |
| З | 7 | Флаг США      | Шей Мерфи         | 15 апреля 1985 (40 лет)   | 180 см | 74 кг |        |
| З | 10 | Флаг США      | Келси Плам        | 24 августа 1994 (30 лет)  | 173 см | 65 кг |        |
| Ф | 11 | Флаг США      | Сиерра Бердик     | 30 сентября 1993 (31 год) | 188 см | 78 кг |        |
| Ф | 12 | Флаг США      | Ниа Коффи         | 11 июня 1995 (30 лет)     | 185 см | 82 кг |        |
| Ф/Ц | 14 | Флаг Бразилии | Эрика де Соуза    | 9 марта 1982 (43 года)    | 196 см | 86 кг |        |
| З | 17 | Флаг США      | Секвойя Холмс     | 13 июня 1986 (39 лет)     | 185 см | 70 кг |        |
| Ф | 20 | Флаг США      | Изабель Харрисон  | 27 сентября 1993 (31 год) | 190 см | 83 кг |        |
| З | 21 | Флаг США      | Кайла Макбрайд    | 25 июня 1992 (33 года)    | 178 см | 78 кг |        |
| Ц | 40 | Флаг Канады   | Кайла Александер  | 5 января 1991 (34 года)   | 193 см | 88 кг |        |
| З | 51 | Флаг США      | Сидни Колсон      | 6 августа 1989 (35 лет)   | 173 см | 63 кг |        |

## Главные тренеры
| Тренер          | Сезоны               | Победы и поражения (процент) | Победы и поражения (процент) | Ссылки |
| Тренер          | Сезоны               | Регулярка                    | Плей-офф                     | Ссылки |
| --------------- | -------------------- | ---------------------------- | ---------------------------- | ------ |
| Кэнди Харви     | 2003                 | 6-16 (27,3)                  | 0-0 (0,0)                    | [ 21 ] |
| Шелл Дейли      | 2003, 2004           | 9-11 (45,0)                  | 0-0 (0,0)                    | [ 22 ] |
| Ди Браун        | 2004                 | 6-20 (23,1)                  | 0-0 (0,0)                    | [ 23 ] |
| Дэн Хьюз        | 2005—2009, 2011—2016 | 161-213 (43,0)               | 8-16 (33,3)                  | [ 24 ] |
| Сэнди Бронделло | 2010                 | 14-20 (41,2)                 | 0-2 (0,0)                    | [ 25 ] |
| Вики Джонсон    | 2017                 | 8-26 (23,5)                  | 0-0 (0,0)                    | [ 26 ] |
| Всего           |                      | 204-306 (40,0)               | 8-18 (30,8)                  |        |

## Владельцы клуба
- Питер Холт (2003—2017)

## Генеральные менеджеры
- Джей Фрэнсис (2003—2004)
- Дэн Хьюз (2005—2015)
- Рут Райли (2016—2017)

## Зал славы женского баскетбола
| Игрок          | Позиция                | Карьера в команде | Год включения | Ссылки |
| -------------- | ---------------------- | ----------------- | ------------- | ------ |
| Дженнифер Эйзи | Разыгрывающий защитник | (2003)            | 2009          | [ 27 ] |
| Никки Маккрей  | Атакующий защитник     | (2005)            | 2012          | [ 28 ] |
| Чамик Холдскло | Лёгкий форвард         | (2010)            | 2018          | [ 29 ] |
| Рут Райли      | Центровая              | (2007—2011)       | 2019          | [ 30 ] |

## Зал славы ФИБА
| Игрок       | Позиция   | Карьера в команде | Год включения | Ссылки |
| ----------- | --------- | ----------------- | ------------- | ------ |
| Марго Дыдек | Центровая | (2003—2004)       | 2019          | [ 31 ] |

## Индивидуальные и командные награды
| Награды                     | Игроки, тренеры и сезоны                                   | Ссылки |
| --------------------------- | ---------------------------------------------------------- | ------ |
| Чемпионка ЖНБА              | нет                                                        |        |
| Финал ЖНБА                  | 1 (2008)                                                   | [ 5 ]  |
| Плей-офф ЖНБА               | 7 (2007, 2008, 2009, 2010, 2011, 2012 и 2014)              |        |
| MVP ЖНБА                    | нет                                                        | [ 32 ] |
| MVP финала ЖНБА             | нет                                                        | [ 33 ] |
| MVP ASG ЖНБА                | нет                                                        |        |
| Лучший игрок обороны        | нет                                                        | [ 34 ] |
| Самый прогрессирующий игрок | нет                                                        | [ 35 ] |
| Спортивное поведение        | Вики Джонсон (2008), Рут Райли (2011), Бекки Хэммон (2014) | [ 36 ] |
| Лучший шестой игрок         | нет                                                        | [ 37 ] |
| Лидерские качества          | Чамик Холдскло (2010)                                      | [ 38 ] |
| Лучший новичок              | нет                                                        | [ 39 ] |
| Лучший тренер               | Дэн Хьюз (2007)                                            | [ 40 ] |
| Лучший менеджер             | нет                                                        | [ 41 ] |

## Закреплённые номера
| Закреплённые номера | Закреплённые номера | Закреплённые номера    | Закреплённые номера | Закреплённые номера |
| Номер               | Игрок               | Позиция                | Годы                | Ссылки              |
| ------------------- | ------------------- | ---------------------- | ------------------- | ------------------- |
| 25                  | Бекки Хэммон        | Разыгрывающий защитник | (2007—2014)         | [ 42 ]              |

## Известные игроки
- Даниэлла Адамс
- Талли Бевилаква
- Энн Воутерс
- Эдриэнн Гудсон
- Хелен Дарлинг
- Эрика де Соуза
- Вики Джонсон
- Шенис Джонсон
- Шеннон Джонсон
- Марго Дыдек
- Моник Карри
- Сидни Колсон
- Сильвия Кроли
- Элли Куигли
- Эдна Кэмпбелл
- Камилла Литтл
- Эдвиж Лоусон
- Кайла Макбрайд
- Никки Маккрей
- Делиша Милтон
- Венди Палмер
- Джиа Перкинс
- Рут Райли
- Даниэлла Робинсон
- Танджела Смит
- Мишель Сноу
- Мэри Фердинанд
- Чамик Холдскло
- Дирика Хэмби
- Бекки Хэммон
- Дженнифер Эйзи
- София Янг

## Участники матчей всех звёзд

Логотип клуба в 2003—2013 годах

| Год  | Участники матчей всех звёзд                                          | Участники матчей всех звёзд                                          |
| Год  | Стартовый состав                                                     | Резервный состав                                                     |
| ---- | -------------------------------------------------------------------- | -------------------------------------------------------------------- |
| 2003 |                                                                      | Мэри Фердинанд и Марго Дыдек                                         |
| 2004 | Шеннон Джонсон                                                       |                                                                      |
| 2005 |                                                                      | Мэри Фердинанд                                                       |
| 2006 |                                                                      | София Янг                                                            |
| 2007 | Бекки Хэммон                                                         | София Янг                                                            |
| 2008 | Игра не состоялась из-за проведения Олимпийских игр в Пекине         | Игра не состоялась из-за проведения Олимпийских игр в Пекине         |
| 2009 | Бекки Хэммон                                                         | София Янг                                                            |
| 2010 | Мишель Сноу                                                          | Бекки Хэммон, София Янг и Джейн Аппель                               |
| 2011 |                                                                      | Бекки Хэммон и Даниэлла Адамс                                        |
| 2012 | Игра не состоялась из-за проведения Олимпийских игр в Лондоне        | Игра не состоялась из-за проведения Олимпийских игр в Лондоне        |
| 2013 |                                                                      | Даниэлла Робинсон                                                    |
| 2014 |                                                                      | Даниэлла Робинсон                                                    |
| 2015 |                                                                      | Даниэлла Робинсон и Кайла Макбрайд                                   |
| 2016 | Игра не состоялась из-за проведения Олимпийских игр в Рио-де-Жанейро | Игра не состоялась из-за проведения Олимпийских игр в Рио-де-Жанейро |
| 2017 |                                                                      |                                                                      |